# Eddy Bertels
Pour les articles homonymes, voir Bertels.
Edward Eddy Bertels est un footballeur belge né le 8 octobre 1932 à Geel (Belgique) et mort le 9 mars 2011.

## Biographie
Eddy Bertels a joué son premier match en championnat de Belgique, avec le Royal Antwerp FC le 11 mars 1951 et fait une grande partie de sa carrière chez le Great Old comme milieu de terrain. Il remporte la Coupe de Belgique en 1955. Puis il termine deuxième du Championnat en 1956, remporte le titre en 1957 et termine à nouveau deuxième en 1958.
Il joue deux matches amicaux avec l'équipe de Belgique en 1960.
Il joue  de 1962 à 1964 au KSV Waterschei THOR puis, une saison au KFC Turnhout, avant de rejoindre le KSK Schilde où il raccroche les crampons en 1971.

## Palmarès
- International en 1960 (2 sélections)
- premier match international : le 27 mars 1960, Belgique-Suisse, 2-2 (match amical)
- deuxième match international : le 2 octobre 1960, Belgique-Pays-Bas, 1-4 (match amical)
- Champion de Belgique en 1957 avec le Royal Antwerp FC
- Vice-Champion de Belgique en 1956 et 1958 avec le Royal Antwerp FC
- Vainqueur de la Coupe de Belgique en 1955 avec le Royal Antwerp FC